# Faluche (pan)
Faluche, también conocido como "Le pain du Nord" (el pan del Norte), es un tipo de pan típico de la región Norte-Paso de Calais, Francia y la región de Tournai en Bélgica.

## Forma y composición
El pan está hecho a base harina, levadura, un poco de leche y aceite de oliva. Tiene una forma peculiar, muy blanca, redondeada imperfecta y aplatanada, pareciéndose al sombrero homónimo que llevaban, históricamente, los estudiantes franceses y del cual debe su nombre. Además de destacar por el color blanco, por dentro es denso y por fuera no posee corteza. Se suele consumir recién hecho como parte del desayuno o como merienda, sirviéndose caliente.